# لورا هاريس
لورا هاريس (بالإنجليزية: Laura Harris)‏ ممثلة كندية من مواليد 20 نوفمبر 1976.

## مواقع خارجية
- لورا هاريس على موقع IMDb (الإنجليزية)
- لورا هاريس على موقع ألو سيني (الفرنسية)
- لورا هاريس على موقع أول موفي (الإنجليزية)
- لورا هاريس على موقع قاعدة بيانات الأفلام السويدية (السويدية)
- لورا هاريس على موقع إن إن دي بي (الإنجليزية)
- لورا هاريس على موقع قاعدة بيانات الفيلم (الإنجليزية)
- لورا هاريس على موقع كينوبويسك (الروسية)